# Kirill Kostin
Bản mẫu:Eastern Slavic name
Kirill Alekseyevich Kostin (tiếng Nga: Кирилл Алексеевич Костин; sinh ngày 25 tháng 3 năm 1994) là một cầu thủ bóng đá người Nga. Anh thi đấu cho F.K. Dynamo Sankt Peterburg.

## Sự nghiệp câu lạc bộ
Anh ra mắt chuyên nghiệp tại Giải bóng đá chuyên nghiệp quốc gia Nga cho F.K. Zenit-2 St. Petersburg vào ngày 15 tháng 7 năm 2013 trong trận đấu với F.K. Tosno.